# مری برد (پزشک مبلغ)
مری ربکا استوارت برد (۱۸۵۹–۱۹۱۴) یک مبلغ جامعه هیئت‌های تبلیغی کلیسا (CMS) بود که در زمینهٔ پزشکی زنان به زنان ایرانی و هیئت‌های پزشکی مبلغ مسیحیت خدمت کرد.
اگرچه او هیچ آموزش پزشکی رسمی ندیده بود، برد اولین مبلغ زن پزشکی بود که توسط جامعه هیئت‌های تبلیغی کلیسا استخدام شد. او در حالتی ضعیف به دنیا آمد و در سال ۱۹۱۴ در سن پنجاه و پنج سالگی درگذشت؛ او دورهٔ خدمت پرکاری را در ایران را پشت سر گذاشت.

## حرفه

### جامعه هیئت‌های تبلیغی کلیسا
جامعه هیئت‌های تبلیغی کلیسا در سال ۱۸۶۹ در ایران تأسیس شد، اما تنها زنان متأهل در ابتدا عضو آن بودند. در حالی که زنان متأهل همچنان خدمات ارزشمندی را ارائه می‌کردند، در قرن نوزدهم مشخص شد که زنان مجرد نیز می‌توانند مزایای ویژه‌ای را برای خدمت داشته باشند - از جمله زمان بیشتر برای کار کردن و تبشیر زنان بومی. خدمات جامعه هیئت‌های تبلیغی کلیسا در ایران به ویژه در امور زنان تا پیش از حضور برد به‌طور کامل توسعه نیافت بود؛ تا اینکه با برد برای پیگیری این حوزه از ماموریت‌ها تماس گرفته شد.

### مأموریت‌های پزشکی
برد با «خانم استابز» که قرار بود ریاست مدرسه دخترانه را بر عهده بگیرد وارد ایران شد. وقتی برد در سال ۱۸۹۱ وارد شد، تنها چهار مبلغ دیگر CMS در ایران بودند. در سال ۱۸۹۴ میسیونر دکتر دونالد کار امور پزشکی را از دکتر هورنل که همکاری با جامعه هیئت‌های تبلیغی کلیسا را در سال ۱۸۷۹ در جلفا آغاز کرده بود، تحویل گرفت. این در حالی بود که زمان ورود برد در سال ۱۸۹۱، جامعه هیئت‌های تبلیغی کلیسا مدتی را بدون یک مبلغ پزشکی سپری کرده بود.
برد در کتاب زنان ایرانی و عقاید آن‌ها نقل می‌کند که در چند ماه اول اقامتش در ایران خود را وقف یادگیری زبان‌های فارسی و عربی کرده است. پس از این، او سعی کرد با زنان ایرانی رابطه برقرار کند، اما اکثراً توسط آن‌ها طرد شده. برد با مشکلاتی مشابه ترزا کرنی روبرو شد. با این حال، زمانی که او از مهارت‌های محدود خود در ارائه کمک‌های برای درمان یک پسر کوچک مبتلا به مالاریا استفاده کرد، به سرعت به عنوان یک پزشک شهرت یافت. در انگلستان، او را برای کار در پزشکی بسیار ضعیف می‌دانستند، اما برد وظیفه خود می‌دانست که مراقبت‌های پزشکی را ارائه دهد، حتی اگر هیچ آموزش رسمی ندیده باشد. برد ساعت‌های زیادی را صرف مطالعه کتاب‌های پزشکی که از انگلستان برایش فرستاده شده بود می‌کرد تا مهارت‌های خود را بهبود بخشد. پزشکان و پرستاران واجد شرایط پس از مشاهده کار برد از توانایی‌های پزشکی او تقدیر کردند. یکی از پزشکان اظهار داشت: «اگر او پزشکی را به عنوان تخصصی خود انتخاب می‌کرد، در رتبه اول پزشکان زن قرار می‌گرفت. او با من کار کرد. . . و من بیشترین تحسین را برای کار او به عنوان یک «پزشک» داشتم.» کار پزشکی پایگاهی استراتژیک برای تبشیر جامعه هیئت‌های تبلیغی کلیسا فراهم کرد و برد در سال ۱۸۹۴ یک یک مرکز برای حمایت و تهیه دارو برای افراد بی‌بضاعت در اصفهان افتتاح کرد.
برد اغلب به تنهایی کار می‌کرد اما از هر فرصتی برای همکاری با پزشکان خارجی استفاده می‌کرد. در سال ۱۸۹۷ دکتر املین استوارت کار برد را در اصفهان به عهده گرفت و برد را برای افتتاح داروخانه در یزد و سپس کرمان آزاد گذاشت. در سه سال و نیم آخر دوران حضور برد در ایران، ده پزشک و شش پرستار کار او را در اصفهان، یزد و کرمان به عهده گرفته بودند. پرنده از این امر قدردانی کرد زیرا زمان بیشتری برای تدریس و بشارت در اختیار او گذاشته بودند.

### مخالفت‌ها
برد در طول کار تبلیغی خود مخالفت‌هایی را از سوی مقامات مسلمان تجربه کرد. دغدغه اصلی او در ایران تبشیر ایرانیان بود و این امر را با خواندن دعا برای بیمارانش و صحبت با آن‌ها در مورد ایمان مسیحی و انجام مطالعات و جلسات کتاب مقدس در کار پزشکی خود گنجاند. بشارت مذهبی برد همراه با محبوبیت او سبب ایجاد تنش بین جامعه هیئت‌های تبلیغی کلیسا و ملاهای مسلمان محلی -حاکمان شرع- ایجاد کرد، در نتیجه غالب مردم خود را از مراجعه به برد برای معالجه منع می‌کردند. برد اغلب از «جاسوسانی» که آخوندها برای اختلال در فعالیت‌های تبشیری او اعزام می‌کردند یا بیرون از مرکز خیریه او می‌نشستند و به بیماران هشدار می‌دادند، در مکاتبات خود نوشته است. در مقطعی نیز همسر یک آخوند سعی کرد برد را با چای مسموم کند.
با وجود آزار و اختلال در امور جامعه هیئت‌های تبلیغی کلیسا و همچنین برد، او همچنان به فعالیت خود ادامه می‌داد و تا حد زیادی بسیاری از ممنوعیت‌های آخوندها را نادیده می‌گرفت. از آنجایی که زنان تمایلی به ملاقات با پزشک مرد خارجی نداشتند و از این کار ممانعت می‌کردند و از سوی دیگر نیازهای پزشکی بسیار زیاد بود، بسیاری از آن‌ها وقتی احساس می‌کردند که جاسوسان آخوندها حضور ندارند، به دیدار برد می‌رفتند. برد از پذیرش صد و دو بیمار زن و مرد در یک صبح به تنهایی می‌نویسد. به‌علاوه، ممنوعیت‌هایی برای ملاقات با برد و مراکز خیریه او از طرف آخوندها وضع می‌شد و زمانی که ملاها ممنوعیت‌های خود را پس گرفتند، بیماران بسیاری برای دیدن او هجوم آوردند.
آزار و اذیت گسترده در سال ۱۸۹۷ این بار علیه نوکیشان و همچنین مبلغان جامعه هیئت‌های تبلیغی کلیسا آغاز شد، با وجود این، خدمات پزشکی جامعه هیئت‌های تبلیغی کلیسا رشد کرد، به این دلیل که ایرانیان برای خدمات پزشکی و آموزشی که مبلغان ارائه می‌دادند ارزش قائل بودند.

## سال‌های پایانی
مری برد کار خود را در جلفا و اصفهان در سال ۱۸۹۷ ترک کرد و با مرخصی به انگلستان بازگشت و از کار خود در ایران در سراسر انگلستان و کانادا صحبت کرد و الهام بخش بسیاری شد. او در سال ۱۸۹۹ به ایران بازگشت و پنج سال به خدمات پزشکی و تدریس خود در یزد و کرمان پرداخت. زمانی که خواهر کوچکترش در سال ۱۹۰۴ ازدواج کرد و دیگر نمی‌توانست از مادر بیمار خود مراقبت کند، برد به لیورپول انگلستان سفر کرد تا جای خواهرش را بگیرد. برد در طول هشت سال اقامت خود در آنجا، به‌طور مؤثری از مأموریت‌ها حمایت کرد. برد در سال ۱۹۱۱ پس از مرگ مادرش به ایران بازگشت و کار خود را از سر گرفت. پس از چهار سال خدمت تبلیغی دیگر، مری برد در ۱۶ اوت ۱۹۱۴ بر اثر تب حصبه درگذشت.

## نوشته‌ها
برد علاوه بر نامه‌نگاری مستمر با خانواده، دوستان و مقر جامعه هیئت‌های تبلیغی کلیسا در انگلستان، در سال ۱۸۹۹ کتابی به نام زنان ایرانی و عقاید آن‌ها نوشت که برخی از کارهای تبلیغی جامعه هیئت‌های تبلیغی کلیسا در میان زنان و کودکان ایرانی و مشاهدات برد از ایرانیان، فرهنگ، و برخی گزارش‌های شخصی از کارهای پزشکی و نوکیشان را تشریح می‌کند. او ای کتاب را به منظور افزایش آگاهی مردم انگلستان دربارهٔ «نیازهای معنوی زنان ایرانی» نوشت.